# Thorpe (Derbyshire)
Thorpe è un villaggio e parrocchia civile dell'Inghilterra, appartenente alla contea del Derbyshire.